# 푸아드 샤피크
푸아드 샤피크(아랍어: فؤاد شفيق, 프랑스어: Fouad Chafik, 1986년 10월 16일 ~ )는 모로코의 축구 선수이다. 포지션은 수비수이며, 현재 프랑스 리그 1의 디종 FCO에서 활동하고 있다.

## 클럽 경력
2009년부터 2010년까지 UMS 몽펠리마르에서 선수 생활을 시작했으며 2010년부터 2012년까지 AS 발랑스(현재의 올랭피크 드 발랑스) 소속으로 활동했다. 2012년에는 FC 이스트르로 이적했고 2014년에는 스타드 라발로 이적했다. 2016년에는 디종 FCO로 이적했다.

## 국가대표 경력
2015년 8월 12일에 열린 리비아와의 2017년 아프리카 네이션스컵 예선 경기에 처음 출전하면서 모로코 축구 국가대표팀 선수로 데뷔했다. 2017년 아프리카 네이션스컵에 참가한 모로코 축구 국가대표팀 선수 명단에 이름을 올렸다.